# Birte Hornemann
Birte Hornemann (født 19. november 1959) er en dansk ekspert inden for ranking af universiteter på international plan. Hun er derudover også medlem af IREG Observatory on Academic Ranking and Excellences Excecutive Committee, hvilket er en international NGO der beskæftiger sig med rangering af universiteter på global plan.
Hornemann er ansat som chefkonsulent på Aalborg Universitet.

## Uddannelse
Birte Hornemann færdiggjorde sin kandidatuddannelse og blev civilingeniør ved Aalborg Universitet i 1985.
I 1990 blev Hornemann endvidere færdig med HD-uddannelsen i organisation og ledelse - også ved Aalborg Universitet.